# Podsłuch telefoniczny
Podsłuch telefoniczny – podsłuch elektroniczny, jedna z technik operacyjnych stosowanych m.in. przez służby specjalne, polegająca na:
- niejawnym podłączeniu się do linii telefonicznej w przypadku linii analogowych;
- rozkodowaniu przesyłu danych cyfrowych, w celu uzyskania treści rozmów lub pakietu danych, w przypadku telefonii komórkowej i sieci komputerowych;

Ta technika operacyjna stosuje elektroniczne urządzenia radioodbiorcze, radionadawcze i rejestrujące oraz przekazujące sygnał dźwiękowy (zasadniczo głos ludzki), służące inwigilacji, zdobyciu informacji w tym dowodu. Urządzenia przejmują naturalny dźwięk, pakiety danych z przetworzonym dźwiękiem, celem pozyskania informacji o osobach i zdarzeniach z ich udziałem. Stosowanie podsłuchu może być stacjonarne (instalowane np. w biurze, kawiarni), na środkach ruchomych (np. w samochodzie, samolocie) oraz przenośnie (np. w neseserze, w krawacie).

## Podgląd elektroniczny
Analogiczną techniką do podsłuchu, ale przechwytującą wizję (względnie i dźwięk) jest podgląd elektroniczny. Wykorzystuje urządzenia rejestrujące i przekazujące obraz (i dźwięk), także w ciemności. Miejsca instalacji są analogiczne jak podsłuchu.
Za powiązane z tą techniką może być przechwycenie promieniowania elektromagnetycznego nieniosącego przetworzonego dźwięku (zaliczyć można ją do z angielska nazywanych wywiadów skrótowcami SIGINT i MASINT). 
Przechwyt danych przetwarzanych przez komputer, urządzenia peryferyjne (np. obraz wyświetlany na ekranie) odbywa się poprzez odbiór i analizę niezamierzonej emisji elektromagnetycznej wydzielanej przez te urządzenia elektroniczne (jak i każdą elektronikę) i przetworzenie jej ponownie na obraz którego potrzebuje wywiadowca.